# 武器

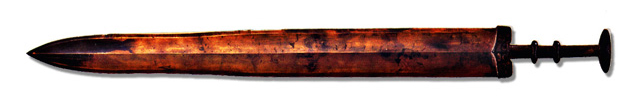
春秋戰國古劍

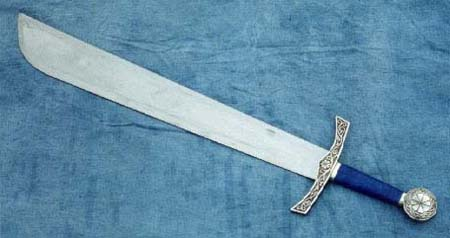
諾曼刀，來自歐洲地區的傳統冷兵器

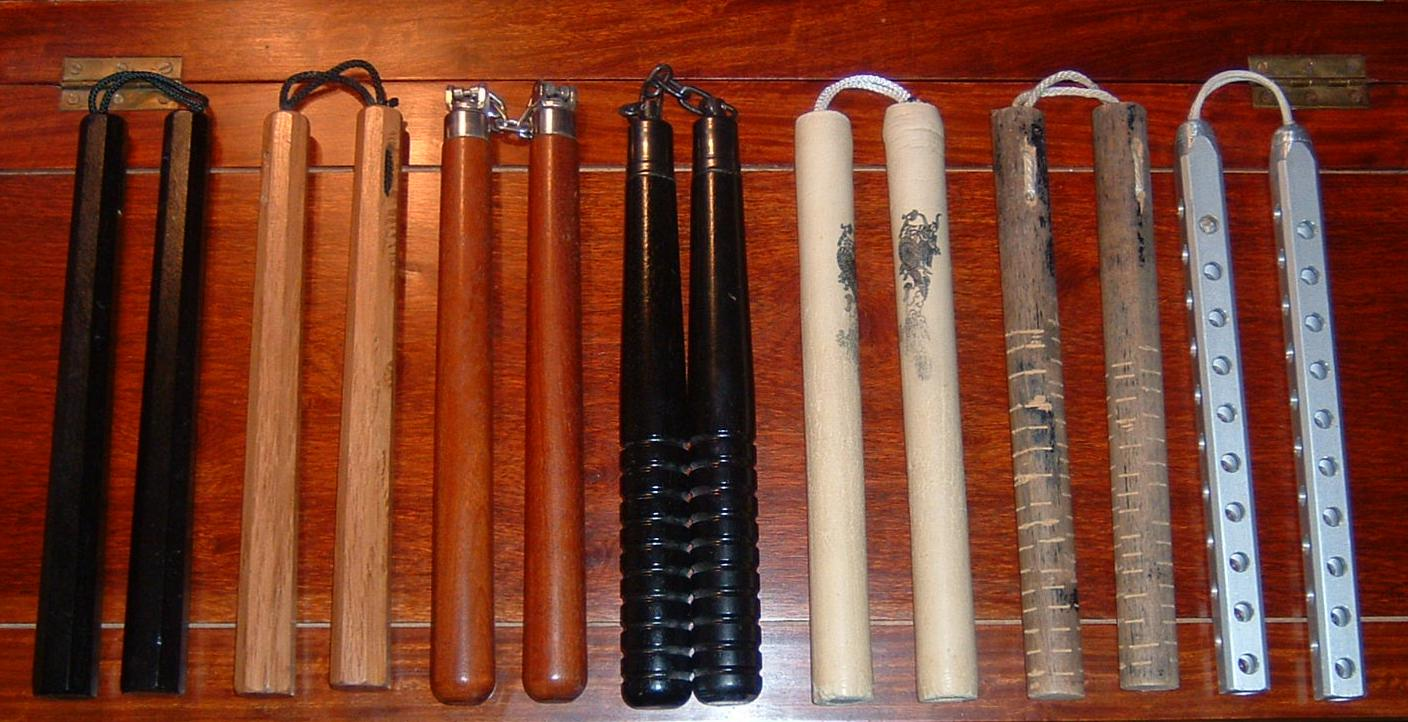
雙節棍，來自亞洲地區的格鬥型武器

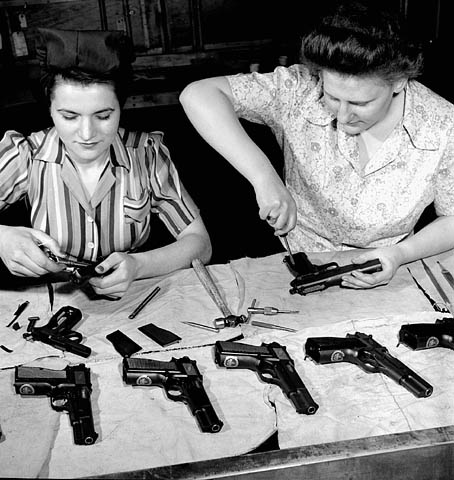
第二次大戰期間的加拿大手槍生產線

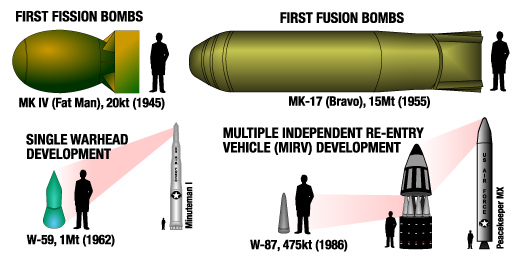
核武器

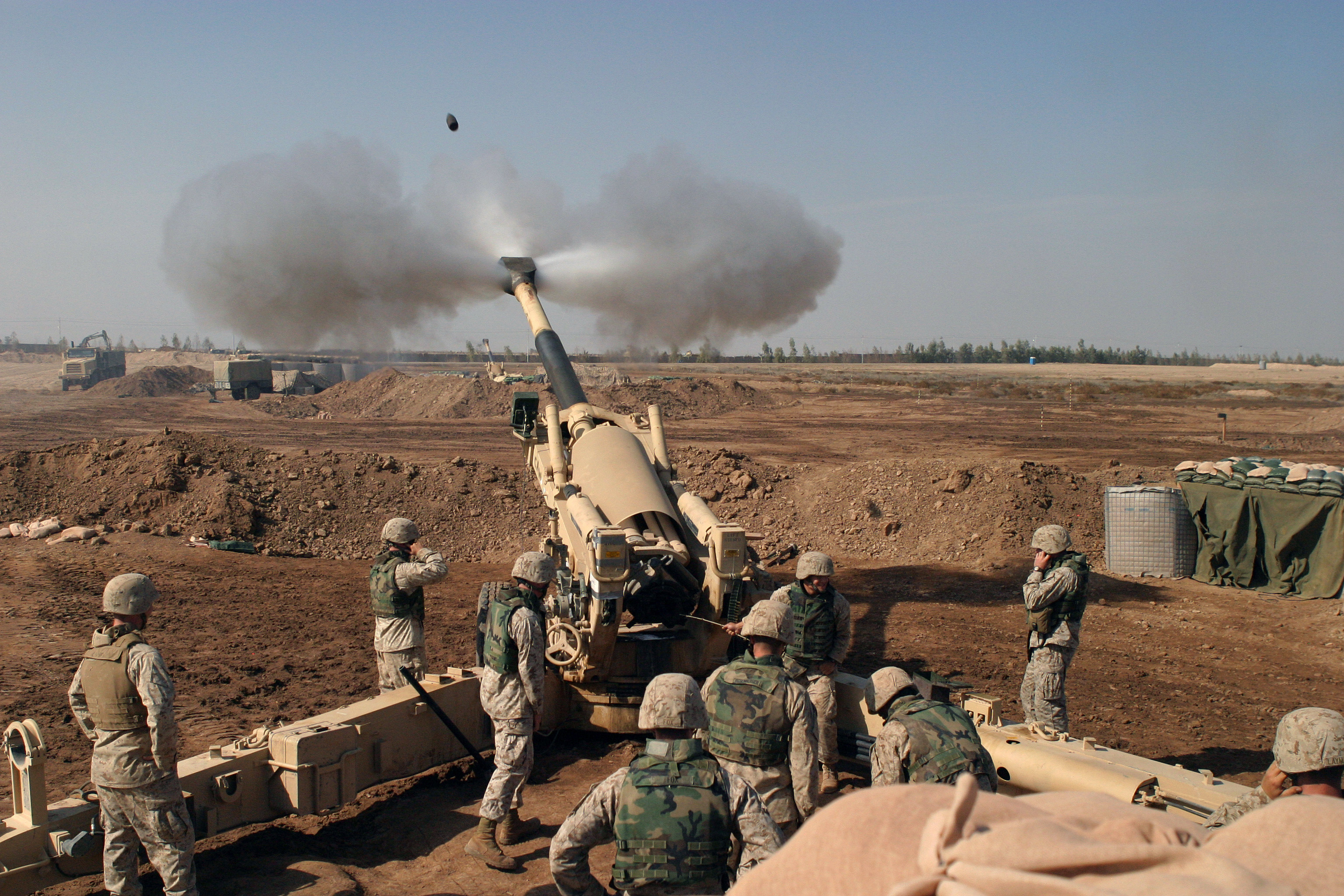
美國海軍陸戰隊所使用的武器：M198榴彈炮

武器又稱兵器，是在暴力冲突中用来增加攻击效果的工具。大量使用武器的暴力冲突也通常被称为武装冲突。武器一般會用來防衛被傷害或攻擊其他人或設施，当被有效利用时一般會遵循「期望效果最大化、附带伤害最小化」的原则，也因此被用来自衛、威慑和防御。武器一般是在像狩獵、犯罪、執法、自衛及战争下使用，其目的是為了增加上述活動的效率及效能。
主要用于有正规组织的军事冲突的武器又稱兵器和軍火，但定義範圍略有不同：兵器主要指基层军事人员所使用的武器，是出於自衛用非核常规手段杀伤敌方有生力量、破坏作战设施、保护己方人员及设施的器械，是进行正當防衛、常规战争、应付突发事件、保家衛國的武器，也有些定義會將無火藥的冷兵器視為兵器，例如中國的十八般兵器；而軍火是泛指現代戰爭中批量使用的各类硬件装备，其中包括制式兵器、弹药、军用载具以及战略武器。
任何可造成伤害的事物（甚至可造成心理傷害的）都可称为武器。只要具有可傷害性、用於攻擊，武器可以是一杯熱水，也可是一枚氫弹。日常可見的石頭、磚塊甚至一根掃帚或一支铅筆，都可以作為武器，但許多武器是特別為攻擊的目的而設計，從簡單的棍棒、劍及槍到複雜的洲際彈道飛彈、生物武器及网络武器等。許多先進的武器也有對應的導航系統及通訊系統，後來也衍生出偵測武器用的偵查系統，如雷達。
武器一辭並非全然為軍事領域所用，也可以用於日常生活中，作為競爭工具的代名詞。比如說法庭上之攻防依據、商業競爭之手段，人與人間之較量標的等等。
完整的武器学说列表参看军事技术与装备。

## 分類

### 冷兵器和熱兵器
武器類型可以依照火藥的使用與否而區分為冷兵器和熱兵器。
冷兵器是只利用物理手段、不使用化学反应和原子能产生攻擊力的武器，例如：刀、劍、斧、矛等，一般是傳統格斗武器，在近代戰爭中因火器的普及及使用技術的進步而不再是軍隊中的主力，但並非就此消失。冷兵器中也包括一些用物理方式、不使用燃料推進的远射武器（比如弓、弩、弹弓、吹箭、气枪、投石機等）、質量投射器（例如磁軌砲等）和能量武器（比如声波武器等）。
熱兵器也稱火器，是指利用推进药（比如火药）以及爆炸物发生氧化反应释放化学能产生打击力的武器，包括：手榴彈、枪械、火砲、飛彈及地雷等。
熱兵器依然有著各種技術上難以克服的缺點，例如：使用熱兵器時因為火藥的化學作用所產生的巨大聲音（聲爆）就是一個很大的問題。因此現代化軍隊中仍然不乏冷兵器的身影以及運用。因時代的演進而結合了高科技的材質與鍛造技術，現代冷兵器的威力與強度已非中古世紀時所能比擬的。

### 依使用者
武器可以依使用的人或是單位來分類。
- 個人武器（英语：Personal weapon）或是輕兵器：設計給個人使用。
- 輕型武器：個人可攜型武器，但需要幾個人才能操作。1997年由聯合國政府專家小組最早的定義是：「重機槍、手持的下掛式或固定式榴弹发射器、可攜型高射砲、可攜型反坦克砲、無后坐力炮、反坦克導彈的便攜式發射器和火箭系統、便携式防空导弹（肩射飞弹，MANPADS）及口徑少於100毫米的迫擊砲[1]」。
- 重武器：一般是指比輕型武器要大，固定的或是自推進的爆炸性武器。
- 步兵支援武器：比個人武器大，需二三個人才能正常運作。
- 設防武器（Fortification weapons）：裝設在固定設施內，或是主要為設防使用，多半是大口徑的。
- 山區武器：主要用在山區或是一個惡劣的環境，包括為傘兵修改的現有武器。
- 車輛武器：任何可以裝在戰鬥車輛上的武器。
- 列車炮：設備裝置在軌道車輛上，包括裝甲列車。
- 飛機武器（英语：List of aircraft weapons）：裝設在飛機、直昇機或是其它飛行器上的武器。
- 海軍武器：裝在船或潛水艇上的武器。
- 太空武器：設計在太空中使用，或是從太空中發射。
- 軍用機器人：可以在少數人為介入（甚至沒有人為介入）的情形下達成軍事任務。

### 依機能
武器可以依其架構及運作原理來分類。
- 反物質武器是理論上存在的武器，利用物質和反物質的結合來製造爆炸。
- 弓箭類武器利用弦及彎曲的固體來發射拋射物。
- 暗器
- 砲是將拋射物長距離發射的火器。
- 生化武器會散播生物製劑，造成疾病或是傳染病。
- 化學武器是以化學的方式，使人員中毒、死亡或是影響其戰鬥力。
- 能量武器（英语：Directed-energy weapon）利用集中某種能量（如雷射或是音速）來攻擊。
- 爆炸武器（英语：Explosive weapon）利用物理性的爆炸來產生震盪爆炸或擴散彈片。
- 槍械利用化學能來發射彈藥。
- 簡易武器是用作武器的日常物品，例如撬棍和菜刀。
- 燃燒彈利用火來造成破壞。
- 非致命性武器設計目的只造成人員受傷，不以致命為目的。
- 磁武器（英语：Magnetic weapon）用磁場來推進彈丸或是使粒子束聚焦。
- 近戰武器是近距離攻擊用的武器
- 導彈是發射後可以導引到目標的火箭。
- 核武器利用放射性物質來產生核分裂及／或核融合爆炸。
- 原始武器是沒有（或是很少）用到技術或是工業零件的武器。
- 遠程武器和近戰武器不同，可以攻擊遠距離的目標。
- 火箭是用化學方式發射拋射物的武器。
- 特攻兵器配合作戰人員願意同歸於盡的意願來進行攻擊。
- 氣候武器是未來式武器，操控氣候以達到攻擊。

### 依目標
武器可以依其攻擊的目標來分類
- 防空武器（英语：Anti-aircraft）針對飛行的導彈和飛行器。
- 反設防武器是針對敵方的設施。
- 殺傷武器（英语：Anti-personnel weapon）目的是要攻擊個人或一群人。
- 反輻射飛彈瞄準電磁輻射源，尤其是雷達發射器。
- 反衛星武器攻擊人造衛星。
- 反艦武器攻擊水上的船艦。
- 反潛武器（英语：Anti-submarine weapon）攻擊潛水艇等水中目標。
- 反坦克戰是以坦克及裝甲車為目標。
- 區域封鎖武器（英语：Area denial weapons）是以地區為目標，使地區不安全，不適合敵方使用或旅行。
- 步兵支援武器用來攻擊各種對步兵的威脅。

## 歷史
武器是人類技術發展的量化方式之一。原始人類的武器主要來源於自然界，即樹枝、石頭、獸牙等較為鋒利的東西，而隨著人類科技的發展，人類利用冶金術製作出更堅硬更高殺傷力的金屬兵器。
科學家曾觀察到黑猩猩將物體作為武器的應用，猜測早在五百萬年前，人類就開始使用武器。然而，這無法用實物證實，因為木製武器和未成形的石頭都不會留下明確的遺物。
已發現最早可明確定義的武器是Schöninger矛，一共發現八根，並用木製的甩桿製成，年齡超過30萬年。在肯尼亞圖爾卡納的纳塔鲁克發現，此地點在大約10,000年前許多人類的骨骼可能會出現頭、頸、肋骨，膝蓋和手有重大創傷性損傷的證據，包括埋在骨頭中的黑曜石射彈，可能在兩個群體之間發生衝突的情況下，由箭頭和其他武器造成，但是也對纳塔鲁克戰爭的這種解釋受到挑戰。
古代武器最早是用於對動物的狩獵活動中，連同人類與人類彼此之間的衝突中。從人類的最早痕跡決定於現代的文明，武器已經是一個人類發展的方面。在現代，武器發展大致上已經與科技的發展同步。
在遠古的時代，從人性的破曉，透過希臘和羅馬的古典文明，一直到文藝復興時期的火藥武器之廣大發展，武器主要是使用者個體力量上的延長，本質上武器彌補人類身體的缺乏與弱點。雖然在遠古的時代中被做出來的許多武器是鋼，但是，木製的也非常普遍。
歐洲自文藝復興時期起開始在戰爭中使用槍支，槍支也是16世紀到19世紀期間日益重要和有效的武器，在美國南北戰爭時開始使用機槍和鐵甲艦，這也是現在常用的武器。
第一次世界大戰以前，因為線膛火砲的出現，榴彈砲能夠摧毀要塞磚石和其他防禦工事，這也造成當時的軍事事務變革。軍用飛機及坦克車都是在第一次世界大戰發明的武器。第一次世界大戰是工業化戰爭的開始，而像化學武器及生物武器等大规模杀伤性武器也開始出現。軍用技術繼續的進步，像第二次世界大戰是以原子彈結束的。
第二次世界大戰後進入冷戰時代，美國及蘇聯二國的核武競賽及相互保证毁灭，若全面展開核戰爭，不會有人存活，因此每個國家及其盟友不斷企圖在核軍備領域上發展，但核武的目的只是為了嚇阻對方，實際的戰爭仍然是利用非核子的傳統武器，進行區域性的有限度戰爭。

## 法令管制
許多武器的製造、擁有、交易及使用都是受管制的，可能是受地方政府、中央政府、甚至是國際條約的管制。
這類的管制有：
- 正当防卫
- 槍砲彈藥刀械管制條例
- 氣槍法律（英语：Air gun laws）
- 槍隻法律（英语：Gun law）
- 販運軍火（英语：Arms trafficking）法律
- 軍備控制條約
- 外层空间条约
- 核不擴散條約
- 禁止化学武器公约
- 生物武器公約

## 生命期問題
不同文化對於武器的生命期定義有很大的差異，在歷史上也是如此。而不再使用的武器如何處理也有許多的不同。
美軍對於不再使用的武器及炸彈（包括一般炸彈、未爆炸弹药、地雷及化學武器），在1919年起到1970年之間是用海洋傾倒的方式處理。倒到墨西哥灣的武器曾被沖到佛羅里達海岸。德州-路易士安州離岸的石油平台更增加發現這些武器的機率。漁夫也將棄置在馬薩諸塞灣處的武器帶到馬薩諸塞州的各城鎮。

## 武器贸易条约
《武器贸易条约》于2013年4月2日在联合国大会上获得通过，并于2014年12月24日正式生效。截止到12月24日，共有超过130个国家签署该条约，其中包括世界最大军火输出国美国（但美国尚未批准该条约）。作为一个规范国际间武器贸易的多边协定，该条约限制了八类常规武器（作战坦克、装甲战车、大口径火炮系统、戰鬥機、攻击直升机、军舰、导弹和导弹发射器、小武器和轻武器）的运输，针对其国际贸易制定了共同标准，“以防止和消除常规武器非法贸易并防止其转作他用”。
根据红十字国际委员会在2014年联合国大会上的发言，《武器贸易条约》的关键与核心在于其体现了国际人道法精神，即“承认各国有义务尊重并确保尊重国际人道法”。联合国秘书长潘基文认为，《条约》的通过为全球武器转让奠定了一个框架，有利于遏制武器滥用或非法利用。“《武器贸易条约》要求出口国确保他们的武器将不能被用来违反武器禁运，助长冲突，推动恐怖主义或卷入严重违反国际人道主义或人权法的行动”。
目前中国还未成为该条约的缔约国。军事专家尹卓指出，中国的担忧主要在于害怕美国等军事大国在履行条约过程中“搞特殊化”。“《武器贸易条约》限制武器流入战乱地区的关键在于，以美国为主的西方国家是否按条约规范他们的武器贸易行为。”因此，中国将根据条约是否有利于国家安全考虑是否加入。

## 傳說或虛構武器
- 軒轅劍
- 雷公鞭
- 干將莫邪
- 芭蕉扇
- 風火輪
- 乾坤圈
- 混天綾
- 火尖槍
- 方天畫戟
- 青龍偃月刀
- 丈八蛇矛
- 三尖兩刃刀
- 如意金箍棒（天河定底神珍鐵）
- 九龍神火罩
- 九齒釘耙（上寶沁金鈀）
- 降妖寶杖
- 血滴子
- 埃癸斯（神盾）
- 永恆之槍
- 勝利之劍
- 雷神之鎚
- 格拉墨
- 提爾鋒
- 米斯特汀
- 繁弱
- 石中劍
- 王者之劍
- 十握劍
- 三叉戟
- 光劍
- 命運之矛
- 迦耶伯格
- 汎合金盾牌

## 當代武器
- 手槍
- 步槍
- 機槍
- 彈藥
- 炸彈
- 火炮
- 坦克
  - 同軸武器
- 戰鬥機
- 戰艦
- 核武器

## 延伸阅读
[在维基数据编辑]
 《欽定古今圖書集成·經濟彙編·戎政典·器械部》，出自陈梦雷《古今圖書集成》

## 外部連結
- Higgins Armory Museum
- Modern Firearms Encyclopedia （页面存档备份，存于）
- Society of the Military Horse
- Pentagon plans cyber-insect army （页面存档备份，存于）
- Weapon Systems （页面存档备份，存于）
- Antique firearms （页面存档备份，存于）
- Gladius （页面存档备份，存于） Scholarly journal on Ancient and Medieval Weapons
- Modern Military Weapons
- Arms Weapons